# San Dimas (California)
Para el personaje bíblico del mismo nombre, véase Buen Ladrón
San Dimas, fundada en 1960, es una ciudad ubicada en el condado de Los Ángeles en el estado estadounidense de California. En el año 2000 tenía una población de 34,980 habitantes y una densidad poblacional de 870.9 personas por km².

## Geografía
San Dimas se encuentra ubicada en las coordenadas 33°49′43″N 118°4′25″O / 33.82861, -118.07361. Según la Oficina del Censo, la ciudad tiene un área total de 40,49 km² (15,6 mi²), de la cual 40,16 km² (15,5 mi²) es tierra y 0,32 km² (0,1 mi²) (0.80%) es agua.

### Localidades adyacentes
El siguiente diagrama muestra a las localidades adyacentes en un radio de 8 kilómetros (5 mi).

## Demografía
Según la Oficina del Censo en 2000 los ingresos medios por hogar en la localidad eran de $62,885, y los ingresos medios por familia eran $72,124. Los hombres tenían unos ingresos medios de $53,009 frente a los $36,057 para las mujeres. La renta per cápita para la localidad era de $28,321. Alrededor del 3.6% de la población estaban por debajo del umbral de pobreza.

### En inglés
- City of San Dimas
- San Dimas Online Community - Events/News
- San Dimas Chamber of Commerce
- San Dimas High School
- LA County Disaster Communications Service (DCS) San Dimas Station
- San Dimas Rodeo

- Datos: Q923845
- Multimedia: San Dimas, California / Q923845